# Hammam Ali Gholi Agha

L'intérieur du Hammam Ali Gholi Agha. Septembre 2020.

Le hammam Ali Gholi Agha est un hammam historique situé dans le quartier Bidabad d'Ispahan. Le hammam fut construit à 1713 par Ali Gholi Agha, qui fut un courtisan de deux rois safavides, Süleyman Ier et Hussein Ier. L'édifice comprend un gros hammam, un petit hammam et un Howz. Chacun de ces hammams comprend un vestiaire et un Garmkhané, de sorte qu'ils pouvaient utilisé séparé par les hommes et les femmes. Actuellement, le hammam Ali Gholi Agha est un musée et peut être visité par les touristes,.
Ali Gholi Agha et son frère Khosro Agha, qui construisit le hammam Khosro Agha, furent deux bienfaiteurs connus en ce temps-là.